# Ramsau im Zillertal
Ramsau im Zillertal (Ramsberg fino al 1978) è un comune austriaco di 1 595 abitanti nel distretto di Schwaz, in Tirolo. Si trova nella Zillertal.